# Leslie Leo
Leslie Leo (2 agosto 1976) è un ex calciatore salomonese, di ruolo difensore.

## Carriera

### Nazionale
Ha debuttato in Nazionale il 3 aprile 2004, nell'amichevole Vanuatu-Isole Salomone (1-2). Ha messo a segno la sua prima rete con la maglia della Nazionale il 12 maggio 2004, in Isole Salomone-Isole Cook (5-0), siglando la rete del definitivo 5-0 al minuto 81. Ha partecipato, con la Nazionale, alla Coppa d'Oceania 2002 e alla Coppa d'Oceania 2004. Ha collezionato in totale, con la maglia della Nazionale, 13 presenze e una rete.